# کلاس توزلا
کلاس توزلا (به انگلیسی: Tuzla class) یک کشتی است که طول آن ۵۵٫۷۵ متر (۱۸۲ فوت ۱۱ اینچ) می‌باشد.